# Karolina Kuras
Karolina Kuras (ur. 10 czerwca 1983) – polska artystka kabaretowa.

## Życiorys
Występowała w kabarecie Babeczki z Rodzynkiem. W 2013 roku zastąpiła Małgorzatę Szapował (była w ciąży) i występowała w Kabarecie Słoiczek po cukrze. W 2015 roku razem z Kabaretem K2 i Babeczkami z Rodzynkiem wystąpiła w reklamie firmy Krispol. Występuje w Kabarecie Zachodnim. Razem z nią występują: Tomasz Łupak, Janusz Pietruszka, Jarosław Marek Sobański.

## Nagrody
- 2016: Złote Koryto, Złota Kaseta oraz o Melodyjna Nagroda im. Artura Andrusa, nagroda publiczności na Rybnickiej Jesieni Kabaretowej dla Kabaretu Zachodni (Karolina Kuras, Janusz Pietruszka, Jarosław Marek Sobański, Tomasz Łupak)[7][8].